# 梅多鎮區 (明尼蘇達州布盧厄斯縣)
梅多鎮區（英語：Medo Township）是位於美國明尼蘇達州布盧厄斯縣的一個行政鎮區。

## 地方資料
梅多鎮區的面積為92.50平方千米，當中陸地面積為90.60平方千米，而水域面積為1.90平方千米。根據2020年美國人口普查的數據，當地共有人口321人，而人口密度為每平方千米3.47人。